# 山田午郎
山田午郎（1894年3月3日—1958年3月9日），日本足球運動員，教练，曾经率领日本國家足球隊参加1925年远东运动会。

## 教练生涯
山田午郎经率领日本國家足球隊参加1925年马尼拉远东运动会。（日本 0-4 菲律賓 5月17日，日本 0-2 中国 5月20日）

## 逝世
1958年3月9日，因脑出血在東京都病逝，享年64歲。